# Adulteri (novel·la)
Adulteri (Adultério en l'original) és el títol d'una novel·la de l'autor brasiler Paulo Coelho. La novel·la està ambientada a Ginebra (Suïssa), i ha estat escrita en la seva llengua materna, el portuguès. La versió portuguesa de la novel·la es va publicar a l'abril del 2014, i el llançament internacional es va donar a l'agost del 2014, moment en què la novel·la es va publicar també en català.

## Argument
La Linda està casada amb un home ric, tenen dos fills i viuen en una bonica casa a Ginebra (Suïssa). Treballa al diari més important del país, és guapa, vesteix bé i té tot allò que es podria desitjar. Davant el món, la seva vida és perfecta. Però ella no és feliç: una gran insatisfacció la rosega i se sent culpable per no ser capaç de gaudir d'allò que té. Per això no parla amb ningú del que li succeeix. Estima el seu marit, però la vida amb ell ha tornat rutinària, apàtica.
Un dia, el diari l'envia a entrevistar Jacob König, un antic xicot de l'institut que ara és un polític de certa rellevància. Aquesta trobada será suficient perquè la Linda es vegi amb forces per fer quelcom que somiava des de joveneta, i comença a deixar anar les seves fantasies. Torna a sentir passió per la vida. Ara farà tot el que estigui a les seves mans per conquerir aquest amor impossible i baixarà fins al fons del pou de les emocions humanes per, finalment, trobar la seva redempció.